# It's a Free World...
It's a Free World... är en brittisk långfilm från 2007 i regi av Ken Loach, med Kierston Wareing, Juliet Ellis, Leslaw Zurek och Joe Siffleet i rollerna. 

## Handling
Filmen handlar om en nystartad arbetsförmedling som inriktar sig på att förmedla jobb till papperslösa immigranter som är beredda att jobba längre arbetsdagar till lägre löner än sina brittiska kollegor.

## Rollista
| Kierston Wareing | – Angela                 |
| Juliet Ellis     | – Rose                   |
| Leslaw Zurek     | – Karol                  |
| Joe Siffleet     | – Jamie                  |
| Colin Coughlin   | – Geoff                  |
| Maggie Russell   | – Cathy                  |
| Raymond Mearns   | – Andy                   |
| Davoud Rastgou   | – Mahmoud                |
| Mahin Aminnia    | – Mahin - Mahmoud's Wife |
| Frank Gilhooley  | – Derek                  |